# Festa nazionale di Singapore
La festa nazionale di Singapore (in malese Hari Kebangsaan Singapura; in tamil சிங்கப்பூரின் தேசிய நாள்) è la ricorrenza nazionale della Repubblica di Singapore.
Si celebra annualmente il 9 agosto e commemora l'indipendenza di Singapore dalla Malaysia e l'istituzione nel 1965 della Repubblica.
Personalità di spicco fu quella di Lee Kuan Yew che dichiarò l'indipendenza del suo Paese e fu il fondatore della moderna città -Stato di Singapore.
In effetti la città-Stato di Singapore, allora solo città, venne fondata nel 1819 dal politico britannico Thomas Stamford Raffles.
I festeggiamenti si basano su una grande parata nazionale e fuochi d'artificio in uno degli stati, o meglio città-Stato, più densamente popolati al mondo.